# Andrej Mlakar
Andrej Mlakar (tudi Boris Andrej Mlakar), slovenski filmski režiser in scenarist, * 16. avgust 1952, Ljubljana.

## Življenje in delo
Otroška leta je preživel v Medvodah, Žažarju, Žireh, Miklavžu pri Ormožu, Velenju, Šoštanju, Celju, Ravnah na Koroškem ... Najraje se vrača v Žiri, od koder izhaja njegov rod. ).
Mlakar je diplomiral na AGRFT, na oddelku filmske in televizijske režije, postdiplomski študij je opravil v Münchnu. Kot asistent režiserja je sodeloval pri več celovečernih filmih, sam pa je režiral vrsto kratkih igranih, dokumentarnih in televizijskih filmov: (Pogine naj pes, 1981 in drugih; televijski film Bog obvaruj Indijo, 1997). Njegov kratek film Ljudje iz gline je bil prikazan na mednarodnih filmskih festivalih. Po prvem celovečernem filmu Christophoros (1985) (Grand prix na filmskem festivalu v Strasbourgu) je posnel še celovečerna filma Halgato (1994) in Mokuš (2000/2006).